# Game Boy Color
Game Boy Color je Nintendova dlanovna konzola, nasljednik Game Boya. U prodaju je izašao 21. listopada 1998. u Japanu, 19. studenog 1998. u SAD-u, 23. studenog 1998. u Europi, i 27. studenog 1998. u UK. Sadrži ekran u boji i malo je tanji i lakši od Game Boy Pocketa. Kao i kod originalnog Game Boya, ima 8-bitni procesor. Game Boy i Game Boy Color zajedno su prodani u preko 118.69 milijuna kopija diljem svijeta.

## Vanjske poveznice
- Službena stranica
- Game Boy Color na Nintendo.com
- Game Boy Color na Curlie